# Szebu (Marokkó)
A Szebu, egyéb írásokkal: Sbou, Sbu, Sebou (berber : Asif n SBU , arab : سبو ) egy folyó Észak-Marokkóban .
A Közép-Atlasz hegységben ered, mint a Guigou-folyó (berber: Asif n Gigu). Fez város közelében megy el és végül Kenitra mellett az Atlanti-óceánba ömlik. 496 km hosszú, de csak 16-17 km-en át hajózható, Kenitra kikötőjéig, amely az egyetlen folyami kikötő Marokkóban.
Legjelentősebb mellékfolyói az Ouergha, a Baht és az Inaouen. A folyó Marokkó legtermékenyebb térségének, a Gharb-nak az öntözési forrása.

## Fordítás
- Ez a szócikk részben vagy egészben  a   Sebou River című angol Wikipédia-szócikk fordításán alapul.  Az eredeti cikk szerkesztőit annak laptörténete sorolja fel. Ez a jelzés csupán a megfogalmazás eredetét és a szerzői jogokat jelzi, nem szolgál a cikkben szereplő információk forrásmegjelöléseként.